# Eulepidotis metamorpha
Eulepidotis metamorpha är en fjärilsart som beskrevs av Dyar 1914. Eulepidotis metamorpha ingår i släktet Eulepidotis och familjen nattflyn. Inga underarter finns listade i Catalogue of Life.